# Dong Yun
Dǒng Yǔn (董允) († 246) war ein Minister der Shu Han zur Zeit der Drei Reiche im alten China.
Er war zeitlebens mit dem begabten Beamten Fei Yi befreundet. Mit ihm zusammen diente er ab 221 als Assistent des Kronprinzen Liu Shan, nachdem Liu Bei sich zum Kaiser ausgerufen hatte.
Dong Yuns Tätigkeit unter Zhuge Liangs Regentschaft ist nicht dokumentiert. Es wird angenommen, dass er bei Hofe diente, während Zhuge Liang auf Feldzügen war.
Nach Zhuge Liangs Tod im Jahre 234 wurde er Fei Yi unterstellt und sorgte weiterhin für die inneren Angelegenheiten. Fei Yi wurde dafür bewundert, dass er für die politischen Tagesgeschäfte stets nur den Vormittag benötigte. Als Dong Yun ihm 243 in die Position (Assistent des Regenten) folgte, merkte er bald, dass ihm das nicht gelang. Er musste den ganzen Tag arbeiten und bewunderte Fei Yis Fähigkeiten.
Am Hofe er kannte er auch den schädlichen Einfluss des Eunuchen Huang Hao auf den Kaiser. Er warnte Liu Shan vor ihm und mahnte Huang Hao wiederholt, aber es half nichts. Durch Huang Hao wuchs die Korruption am Kaiserhof.
Nach dem Tod des Regenten Jiang Wan (245) wählte Fei Yi Dong Yun zu seinem Assistenten, aber Dong starb kurz darauf.